# جويس سيمز
جويس سيمز (بالإنجليزية: Joyce Sims)‏ هي مغنية وعازفة بيانو وملحنة وكاتبة غنائية ومغنية مؤلفة أمريكية، ولدت في 6 أغسطس 1959 في روتشستر في الولايات المتحدة.

## وصلات خارجية
- الموقع الرسمي
- جويس سيمز على موقع IMDb (الإنجليزية)
- جويس سيمز على موقع ميوزك برينز (الإنجليزية)
- جويس سيمز على موقع أول ميوزيك (الإنجليزية)
- جويس سيمز على موقع ديسكوغز (الإنجليزية)